# Il conquistatore dei Mongoli
Il conquistatore dei Mongoli (Илья Муромец) è un film del 1956 diretto da Aleksandr Lukič Ptuško e Damir Vjatič-Berežnych.